# هوندا سیویک (نسل دوم)

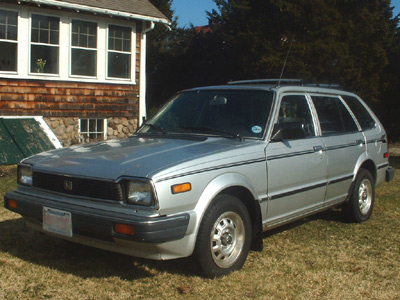

هوندا سیویک (نسل دوم) (Honda Civic (second generation)) خودرویی است که در سال‌های ۱۹۸۰ تا ۱۹۸۳در ژاپن تولید شده‌است.
طراحی آن خودروهای موتور جلو-محور جلو بوده ‌است. سیستم جعبه‌دندهٔ آن ۳ دنده به دو صورت خودکار و دستی است.